# Danica Krstić
Danica Kristić (in serbo Даница Крстић?; Kragujevac, 25 novembre 1995) è una cantante serba.
Ha rappresentato, insieme al gruppo Balkanika, la Serbia all'Eurovision Song Contest 2018 con il brano Nova deca, classificandosi diciannovesima con 113 punti, distribuiti tra 10 dall'Azerbaijan, 3 da San Marino, 8 dalla Macedonia del Nord, 3 dall'Albania, 2 dalla Grecia, 12 dal Montenegro, 75 dalla giuria popolare.

## Biografia
Danica Krstic nasce il 25 novembre 1995 a Kragujevac, in Serbia. Figlia unica, si dedica sin dalla tenera età agli studi folkloristici e musicali. Si è diplomata alla scuola di musica "Dr Miloje Milojevic" a Kragujevac, e in seguito al First Kragujevac Gymnasium. Terminati gli studi superiori di musica, si specializza nel violino e si iscrive alla Facoltà di Musica presso l'Università di Belgrado. Vive e studia nella capitale serba dal 2019. È membro dell'Abrasevic, società artistica di cultura e folklore serbo, e ambasciatrice della Fondazione Tijana Jurić. Nel 2023, dopo anni di convivenza, convola a nozze con un noto dentista serbo.

## Carriera

### Musica
Figlia d'arte, a 6 anni d'età Danica Krstic entra nel mondo della canzone tradizionale serba. Ha fatto la sua prima apparizione pubblica nel 2004, nel programma Šumadija, con il famoso interprete di musica tradizionale Bilja Krstić , che si presentava con l'esecuzione della canzone Puče puška. Da allora, Danica viene soprannominata "Usignolo di Šumadija" . Nel 2005, con la canzone Moja Deca apre le Olimpiadi Mondiali dei Bambini Brno 2005, nella Repubblica Ceca . Nel 2009 ha collaborato alle musiche della seconda stagione di Ranjeni Orao (Wounded Eagle) , una delle serie TV serbe più famose. Lo stesso anno, collabora alla colonna sonora di un'altra serie TV serba, Greh njene majke (Sins of her Mother) . Nel 2011 ha partecipato al documentario Road to Bhutan e nel 2012 è stata la vincitrice della serie "Plum", nella categoria dei solisti vocali, presentandosi con la canzone Kiša pada trava raste, trasmessa dalla Radio e dalla televisione serba. Nel 2015 si è ritrovata nella finale dell'Eurovision Song Contest serbo 
e canta, con i Balkanika, all'EXPO 2015, a Milano. Danica ha anche partecipato a numerosi concerti umanitari con i nomi più famosi della scena serba, e si è esibita in Macedonia, Bosnia ed Erzegovina, Slovenia, Paesi Bassi, Polonia, Romania e molti altri Paesi. L'ultimo di una serie dei suoi premi più significativi è un trofeo in una competizione tenutasi in Romania: la canzone d'amore del Danubio . Sempre più presente sulle emittenti televisive nazionali e in tutti i paesi di area balcanica, nel 2018 approda all'Eurovision Song Contest con il brano Nova deca, suonato insieme a Sanja Ilić e ai Balkanika, cui funge da cantante. Il brano, già vincitore del festival Beovizija, si posizionò al diciannovesimo posto. La sua collaborazione con i Balkanika è proseguita fino alla scomparsa di Sanja Ilić, il 7 marzo del 2021, a causa del COVID-19.
Il 1º ottobre 2021, Danica inaugura il padiglione della Serbia all'Expo 2020 di Dubai, cantando l'inno nazionale.
Il 5 marzo 2022 canta la cover della celebre canzone Brazil di Baby Doll, la quale aveva rappresentato l'allora Jugoslavia all'Eurovision Song Contest del 1991, tenutosi a Roma. 
L'11 marzo viene poi insignita del premio Dama Godine, "Donna dell'Anno", a Belgrado. Il 30 aprile dello stesso anno, debutta al Teatro Nazionale di Belgrado l'opera A Lullaby for Aleksija Rajčić, alla quale Danica collabora in qualità di etnomusicologa . Dal settembre 2022 collabora con Radio Beograd 1, selezionando musica per la stazione radio. 
Danica svolge periodicamente concerti in Serbia, Montenegro, Kosovo e Russia. Inoltre, si è esibita in Italia (ad Assisi e Milano), Spagna, Portogallo e nel tour per la promozione dell'Eurovision Song Contest 2018. La sua attività musicale coinvolge l'incisione di colonne sonore per il cinema e per la serialità televisiva. Suona il violino, il pianoforte e il frula.

### Danza
Parallelamente alla carriera di cantante, Danica Krstić svolge anche quella di ballerina di danze tradizionali serbe, come il Kolo. Ogni danza prevede l'utilizzo di diversi abiti tradizionali balcanici.

## Discografia

### Album
- 2013 - Danica Kristic-Traditional Balkan Music
- 2017 - Pod gorom se setalo devojce

### Singoli
- 2013 - Serbia, Danica Krstic-himna, (contenuto in Christmas in Europe)

- 2016 - Jutro u Beogradu

- 2016 - Suze za kraj

- 2019 - Voce Rodilo

- 2020 - Svatovi

- 2021 - Izgublyena lyubav

- 2022 - Oj, curice, feat Divanhana

- 2023 - Djevojka je zelen bor sadila